# 加須屋誠
加須屋 誠（かすや まこと、1960年 - ）は、日本の日本美術史学者。元奈良女子大学教授。

## 経歴
東京都生まれ。1984年京都大学文学部美学美術史学科卒。1991年同大学院博士課程満期退学、京都大学文学部助手、1992年帝塚山大学文学部専任講師、1998年助教授、2000年奈良女子大学文学部助教授、2007年准教授、2008年教授。2003年「仏教説話画の構造と機能 此岸と彼岸のイコノロジー」で、京都大学より文学博士の学位を取得。「二河白道図試論」により、1991年度国華賞を受賞。2019年現在、京都市立芸術大学特別研究員。

## 著作

### 単著
- 『仏教説話画の構造と機能 彼岸と此岸のイコノロジー』中央公論美術出版 2003
- 『生老病死の図像学 仏教説話画を読む』筑摩選書 2012
- 『記憶の図像学 亡き人を想う美術の歴史』吉川弘文館 2019
- 『地獄めぐり』講談社現代新書 2019
- 『地獄絵』講談社 2019。画集解説
- 『仏教説話画論集』中央公論美術出版（上・下）2019-2021
- 『完本六道絵巻』中央公論美術出版 2023

### 共編著
- 『美術史と他者』島本浣共編 晃洋書房 2000
- 『国宝六道絵』泉武夫,山本聡美共編著 金井杜道撮影 中央公論美術出版 2007
- 『方法としての仏教文化史 ヒト・モノ・イメージの歴史学』中野玄三,上川通夫共編 勉誠出版 2010
- 『別冊太陽　地獄絵を旅する 残酷・餓鬼・病・死体』監修 平凡社 2013
- 『図像解釈学 権力と他者』編 竹林舎 仏教美術論集 2013
- 『仏教美術を学ぶ』中野玄三共著 思文閣出版 2013
- 『中世絵画のマトリックス 2』佐野みどり,藤原重雄共編 青簡舎 2014
- 『日本美術全集 8 中世絵巻と肖像画 鎌倉・南北朝時代 2』責任編集 小学館 2015
- 『天皇の美術史 2 治天のまなざし、王朝美の再構築』伊藤大輔共著 吉川弘文館 2017
- 『病草紙』加須屋誠・山本聡美編 中央公論美術出版 2017 ISBN 978-4-8055-0770-4

### 論文
- Cinii>加須屋誠